# Clinton County (Kentucky)
Clinton County is een county in de Amerikaanse staat Kentucky.
De county heeft een landoppervlakte van 511 km² en telt 9.634 inwoners (volkstelling 2000). De hoofdplaats is Albany.

## Bevolkingsontwikkeling

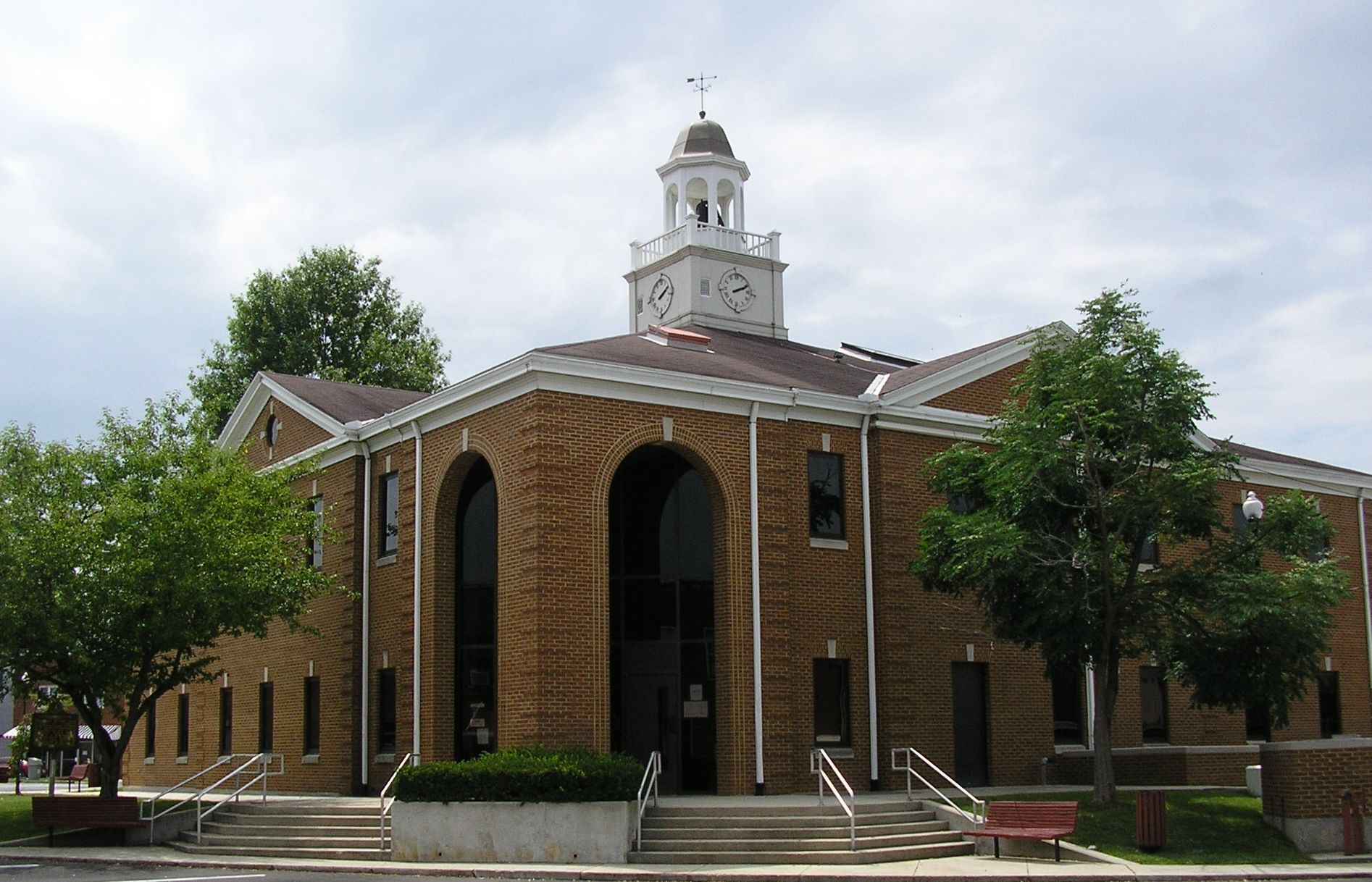
Clinton County Courthouse